# بطولة ويمبلدون 1913
قائمة ببطولات ويمبلدون لسنة 1913:

## فردي رجال
أنتوني ويلدنغ هزم  مارسي ماكلجلن. النتيجة: 8-6 6-3 10-8

## فردي سيدات
دوروثيا لامبيرت شامبيرس هزمت  واينيفريد ماكناير. النتيجة: 6-0, 6-4